# Olgierd Straszyński
Olgierd Straszyński (sinh ngày 29 tháng 11 năm 1903 tại Mariupol, mất ngày 12 tháng 1 năm 1971 tại Warszawa) là nhạc trưởng người Ba Lan .
Ông bắt đầu học âm nhạc trong lớp học đàn violin tại trường Maria và Konstanty Sławicz-Regamey, Kiev. Năm 1921, ông cùng gia đình chuyển đến Warszawa. Năm 1930, Straszyński hoàn thành khóa học làm nhạc trưởng của Grzegorz Fitelberg và cùng năm đó, ông bắt đầu sự nghiệp của mình (tại Dàn nhạc Giao hưởng Warszawa). Hai năm sau, dưới sự dìu dắt của  Kazimierz Sikorski và tiến sĩ Hieronim Feicht, Straszyński hoàn thành bằng Nhạc lý của Nhạc viện Warszawa. Ông cũng được Emil Młynarski hướng dẫn nhiều kỹ thuật chỉ huy của nhạc trưởng. Năm 1932, ông bắt đầu làm việc cho Đài Phát thanh Ba Lan với vị trí giám đốc Âm nhạc Cơ khí, nhạc trưởng Dàn nhạc Giao hưởng Đài Phát thanh Ba Lan.
Ông cũng xuất hiện với tư cách khách mời cùng với đội hòa tấu giao hưởng khác ở nhiều thành phố của Ba Lan (gồm Kraków, Poznań, Bydgoszcz, Łódź , Katowice, Vilnius).
Trong những năm 1939–1945, ông là nhạc trưởng Dàn nhạc Ngầm của Đài phát thanh Ba Lan, một đơn vị ngầm do Edmund Rudnicki chỉ huy, liên kết với đài phát thanh Błyskawica. Ông là nhân viên phụ trách mảng âm nhạc cơ khí trong Ban Phát thanh Ba Lan của Phái đoàn Chính phủ Ba Lan . Trong những năm 1945-1946, ông là giám đốc nghệ thuật đầu tiên của Dàn nhạc giao hưởng Quốc gia tại Warszawa thời hậu chiến. Ông qua đời ngày 12 tháng 1 năm 1971, thi hài được chôn cất tại Nghĩa trang Powązki, Warszawa.
Vợ ông tên là Wanda (nhũ danh Ryś), em gái của Zbigniew và Zofia) . Họ có bốn người con, một người đã qua đời từ khi sinh ra; một con trai tên là Andrzej Straszyński .